# Camponotus jaliensis
Camponotus jaliensis é uma espécie de inseto do gênero Camponotus, pertencente à família Formicidae.